# 皮爾斯 (愛達荷州)
皮爾斯（英語：Pierce）是一個位於美國愛達荷州清水縣的城市。

## 地理
皮爾斯的座標為46°29′33″N 115°47′58″W / 46.49250°N 115.79944°W，而該地的平均海拔高度為943米（即3094英尺）。

## 人口
根據2020年美國人口普查的數據，皮爾斯的面積為2.14平方千米，當中陸地面積為2.14平方千米，而水域面積為0.00平方千米。當地共有人口467人，而人口密度為每平方千米218.22人。